# Joachim Ernst Sigismund von Krummensee
Joachim Ernst Sigismund von Krummensee (* 1656; † 6. Januar 1724 in Freienwalde) war ein preußischer Generalmajor.

## Leben

### Familie
Joachim von Krummensee war Angehöriger des meißnisch-brandenburgischen Adelsgeschlechts Krummensee und Sohn des Erbherrn auf Alt Landsberg und Amtshauptmann zu Schwedt und Vierraden, Hilmar Ernst von Krummensee und dessen Ehefrau Anna Margarethe, geborene von der Dahme. Er war mit Anna Sophie von Schwickel († 1725) vermählt.

### Werdegang
Krummensee wurde am 22. Februar 1656 in der Berliner Nikolaikirche getauft. Erst im Jahre 1680 ist er in das Regiment Anhalt zu Pferde eingetreten und war ebendort 1684 Kornett. Er avancierte 1686 zum Leutnant und am 26. September 1694 zum Rittmeister, nahm als solcher seit 1702 am Feldzug gegen Frankreich teil. Noch vor Ausgang des Krieges wurde er am 14. Juli 1705 zum Major, am 23. Januar 1706 zum Oberstleutnant und am 30. Januar 1712 zum Oberst befördert.
Krummensee gehörte neben Generalleutnant Derfflinger und Oberst Loeben zu den drei Begleitern, mit denen König Friedrich Wilhelm sich unmittelbar nach seiner Thronbesteigung am 27. Februar 1713 in programmatischer Absicht nach Schloss Wusterhausen zurückzog.
Am 28. März 1717 wurde Krummensee Kommandeur des Kürassierregiments Nr. 1, gab die Kommandeursstelle jedoch am 11. Mai 1720 ab und dimittierte am 12. August 1720 im Rang eines Generalmajors. Krummensee war Erbherr auf Scharlibbe und Amtshauptmann zu Freienwalde.